# In The Mirror
In The Mirror es un álbum de compilación del músico griego Yanni, lanzado bajo el sello Private Music en 1997.

## Temas
| #   | Tema                     | Duración |
| --- | ------------------------ | -------- |
| 1.  | " In The Mirror”         | 04:07    |
| 2.  | “In the Morning Light”   | 03:49    |
| 3.  | “A Love For Life”        | 05:07    |
| 4.  | “One Man's Dream”        | 02:43    |
| 5.  | “Within Attraction”      | 04:09    |
| 6.  | “Forbidden Dream”        | 03:57    |
| 7.  | “Once Upon A Time”       | 03:51    |
| 8.  | “Chasing Shadows”        | 05:42    |
| 9.  | “Aria”                   | 03:58    |
| 10. | “Quiet Man”              | 04:32    |
| 11. | “Enchantment”            | 03:51    |
| 12. | “So Long My Friend”      | 03:47    |
| 13. | “Before I Go”            | 04:30    |
| 14. | “The End of August”      | 04:51    |
| 15. | “Face In The Photograph” | 03:47    |

## Personal
Todos los temas musicales presentes en este disco fueron compuestos por Yanni.